# Ferligoj
Ferligoj je priimek v Sloveniji, ki ga je po podatkih Statističnega urada Republike Slovenije na dan 1. januarja 2010 uporabljalo 5 oseb in je med vsemi priimki po pogostosti uporabe uvrščen na 25.534. mesto.

## Znani nosilci priimka
- Anuška Ferligoj (*1947), matematičarka in statističarka, univ. profesorica
- Davorin Ferligoj (1921 - 2003), partizan, politik in gospodarstvenik
- Urška Ferligoj (1527-1544), pastirica, Marijina vidkinja, pobudnica zidave Marijinega svetišča na Sveti Gori nad Gorico